# Dunkirk (Nova Iorque)
Dunkirk é uma cidade no condado de Chautauqua, Nova Iorque, nos Estados Unidos. Foi assentada por volta de 1805 e incorporada oficialmente em 1880. A população era de 12.743 no censo de 2020, com uma população estimada de 11.756 em 2019. Dunkirk faz fronteira ao norte com o Lago Erie. Faz fronteira com a aldeia de Fredonia, ao sul, e com a cidade de Dunkirk, a leste e oeste. Dunkirk é a cidade mais ocidental do estado de Nova York.